# دانيال ر. إدواردز
دانيال ر. إدواردز (بالإنجليزية: Daniel R. Edwards)‏ هو جندي أمريكي، ولد في 9 أبريل 1897 في Mooreville, Texas ‏ في الولايات المتحدة، وتوفي في 21 أكتوبر 1967.